# Sint-Severinuskerk (Keitum)
De Sint-Severinuskerk (Duits:Kirche St. Severin) is een luthers kerkgebouw in Keitum op het Duitse waddeneiland Sylt. De kerk dankt haar naam aan Severinus van Keulen, een bisschop uit de 4e eeuw. Het kerkgebouw staat even buiten het dorp op de hoogste plaats van een zanderige verhoging. In de heidense tijd werd op deze plaats de Germaanse god Wodan vereerd. Uit dendrologisch onderzoek van monumentenzorg is gebleken dat de kerk er al in het jaar 1216 stond en daarmee is het de oudste kerk van Sleeswijk-Holstein. De huidige toren werd in het jaar 1450 gebouwd en diende tot 1603 als herkenningsbaken voor zeevarenden. Tijdelijk deed de toren in het verleden ook dienst als gevangenis.

## Bouw

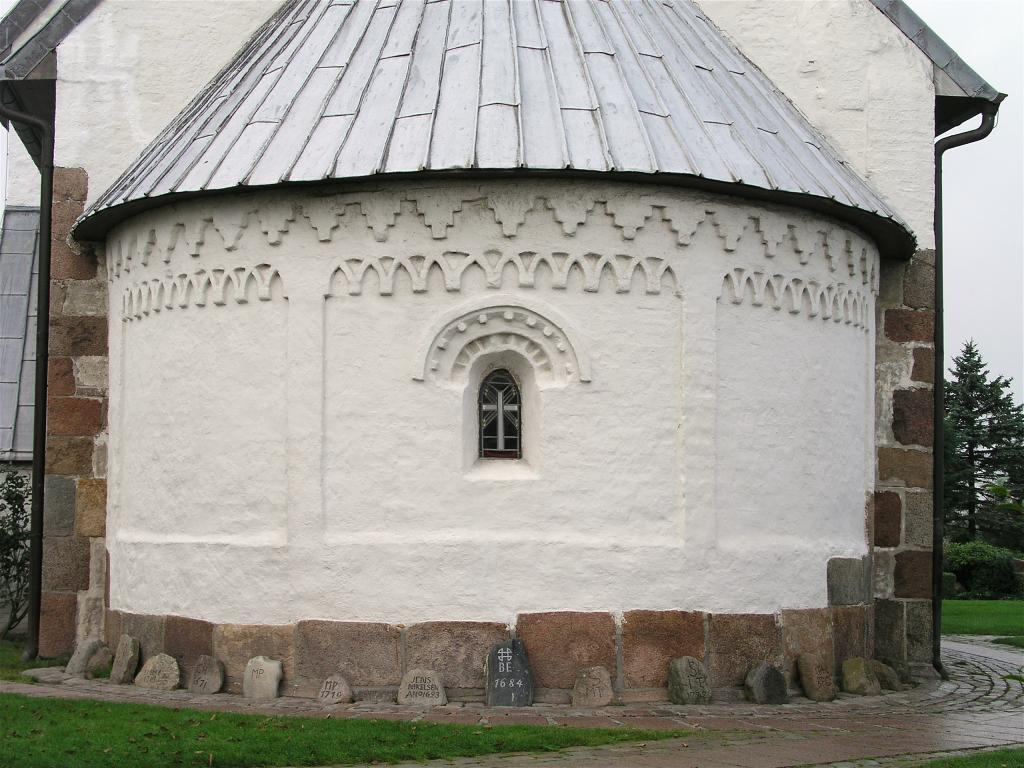
Romaanse apsis

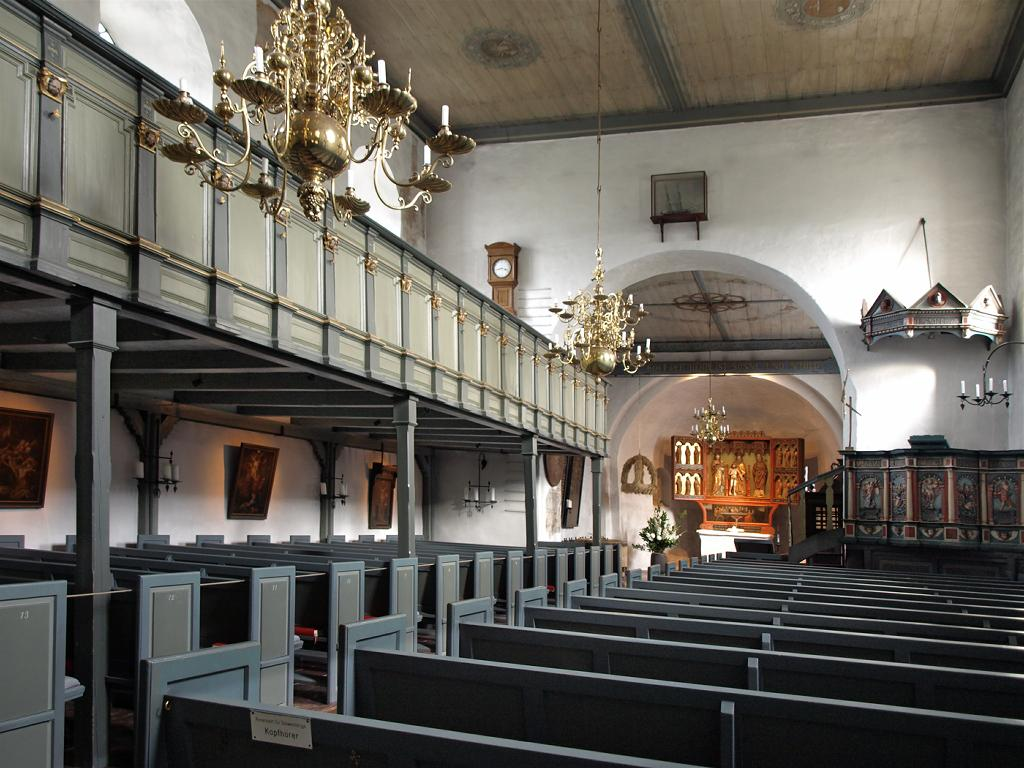
Interieur

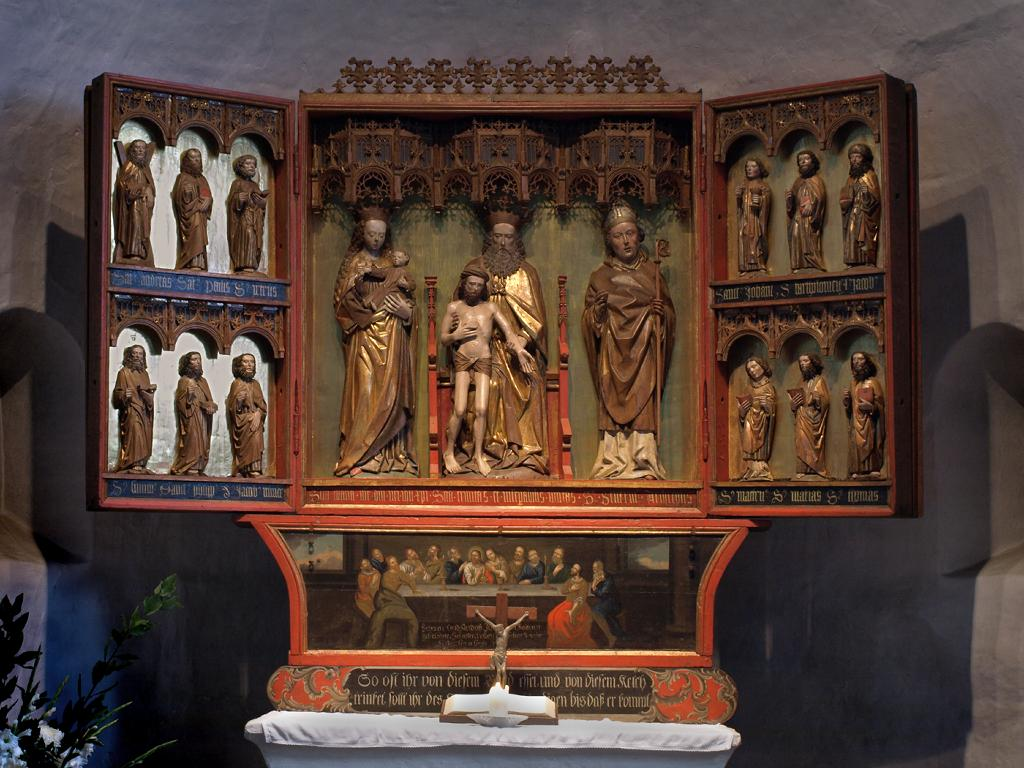
Altaar

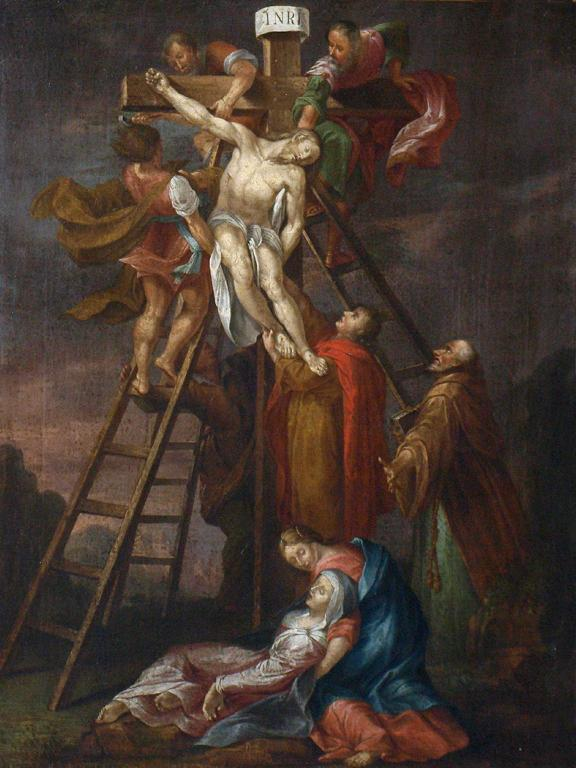
Schilderij kruisafname

Het kerkschip met het smallere koor en de halfronde apsis zijn de oudste delen van de kerk. Ze stammen uit de romaanse periode. Het muurwerk bestaat van onderen uit granietblokken, daarboven uit tufsteen en baksteen. Verschillende soorten friezen sieren de muren. De apsismuur wordt bovendien door lisenen verdeeld. De oudste delen van de kerk hebben een bedekking van lood.
De later toegevoegde, laatgotische toren steekt met de rode baksteen en het met dakpannen gedekte zadeldak duidelijk van de oudere bouwdelen af. In 1981 werd de voorheen dichtgemetselde torenhal geopend om er een toegangshal te creëren.
Zuidelijk van het kerkschip is een kleine, eveneens met lood gedekte voorhal toegevoegd, dat vermoedelijk oorspronkelijk diende als ruimte om zich op te warmen en als Kalfaster wordt omschreven (Latijns: cale facere = warm maken). In 1979 werd de voorhal verbouwd tot sacristie.

## Interieur
De kerk heeft twee galerijen, een westelijke galerij van 1699 waarop het orgel staat en een noordelijke galerij van 1724. De torenhal, het kerkschip en het koor hebben een vlak plafond, de apsis heeft een half koepelgewelf.

## Inrichting

#### Doopvont
Het doopvont is het oudste kunstwerk in de kerk en werd gemaakt van zandsteen uit het Rijnland. Het ontstond in de 12e of 13e eeuw, alhoewel de kerkelijke gemeente het doopvont op het jaar 1000 dateert. De cilindrisch cuppa van het doopvont is met ranken versierd en staat op een sokkel met vier leeuwen. 

#### Altaar
In de apsis staat het driedelige altaar opgesteld. Het dateert uit de tijd van de laatgotiek van rond 1480. Centraal staat de genadestoel. God de Vader presenteert aan de gemeente de verrezen Christus. De beide zijfiguren zijn Maria met het Kind en bisschop Severinus. In de zijvleugels van de altaren zijn de beelden van de twaalf apostelen te zien. De predella wordt gesierd met een barok schilderij van het Laatste Avondmaal uit 1705.

#### Kansel
De renaissance kansel van 1580 komt oorspronkelijk uit Møgeltønder en werd in 1699 door het predikantenechtpaar Gruppius aan de kerk geschonken. Later werden de hoekzuilen, reliëffiguren en wapens aan de kanselkuip toegevoegd. De figuren stellen de christelijke deugden voor: Fides (Geloof), Temperantia (Matiging) und Iusticia (Gerechtigheid). Het zeszijdige klankbord heeft als enige decoratie medaillons met hoofden.

#### Schilderijen en beelden
- Op de noordelijke muur hangen naast een votiefschilderij van de schenker van 1654 nog twee barokke, 17e-eeuwse schilderijen: de kruisafname en de graflegging van Christus.
- De zoldering werd beschilderd door Franz Korwan (1865–1942).
- Het beeld van Johannes de Doper stamt uit de 17e eeuw.
- In de koorruimte staat een houten beeld uit de 15e eeuw van de heilige AntoniusHet beeld is waarschijnlijk van Spaanse herkomst.

#### Orgel
Het nieuwe orgel verving een voorganger uit 1787. Het werd in 1999 door de firma Mühleisen in Leonberg gebouwd. Met 46 klinkende registers behoort het orgel tot de grootste van Noord-Friesland.

#### Kroonluchters
De messing kroonluchters werden in de Nederlanden vervaardigd en in de jaren 1683, 1698 en 1700 door kapiteinen geschonken.

#### Klokken
De Severinuskerk bezit drie klokken:
- een gis′-klok (700 kg)
- een fis′-klok (841 kg)
- een h′-klok (381 kg)